# Nepenthes burkei
Nepenthes burkei är en tvåhjärtbladig växtart som beskrevs av Maxwell Tylden Masters. Nepenthes burkei ingår i släktet Nepenthes och familjen Nepenthaceae. Inga underarter finns listade i Catalogue of Life.

## Bildgalleri

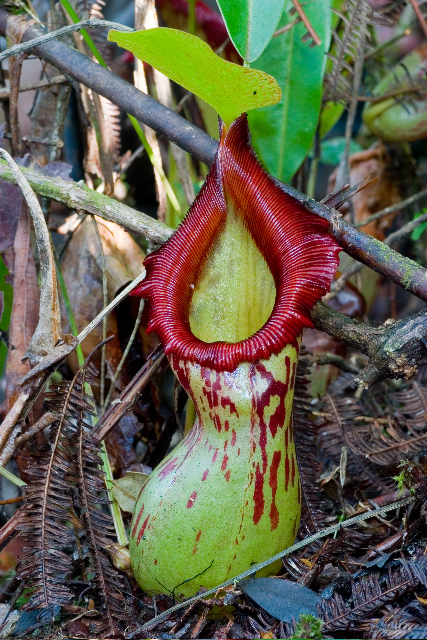
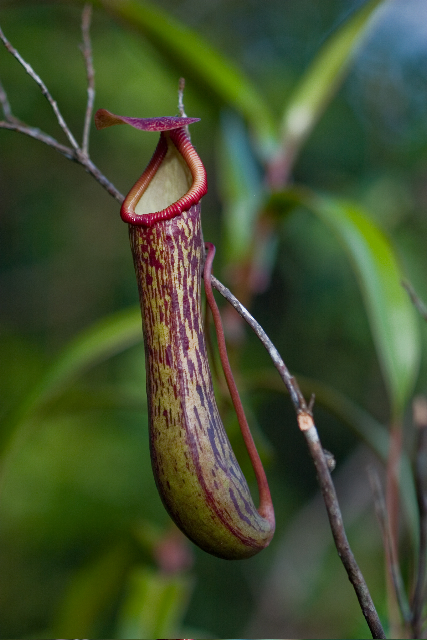
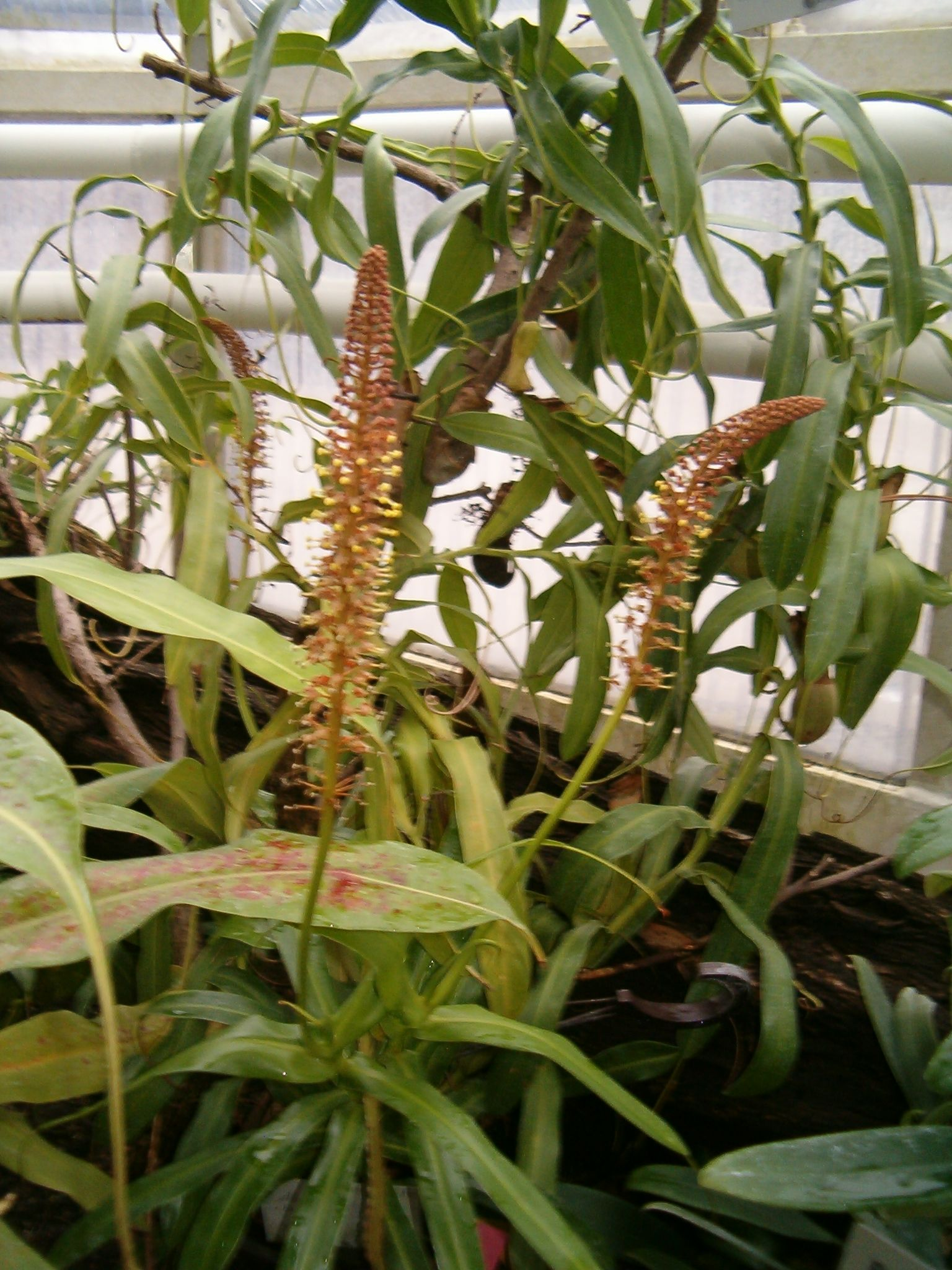
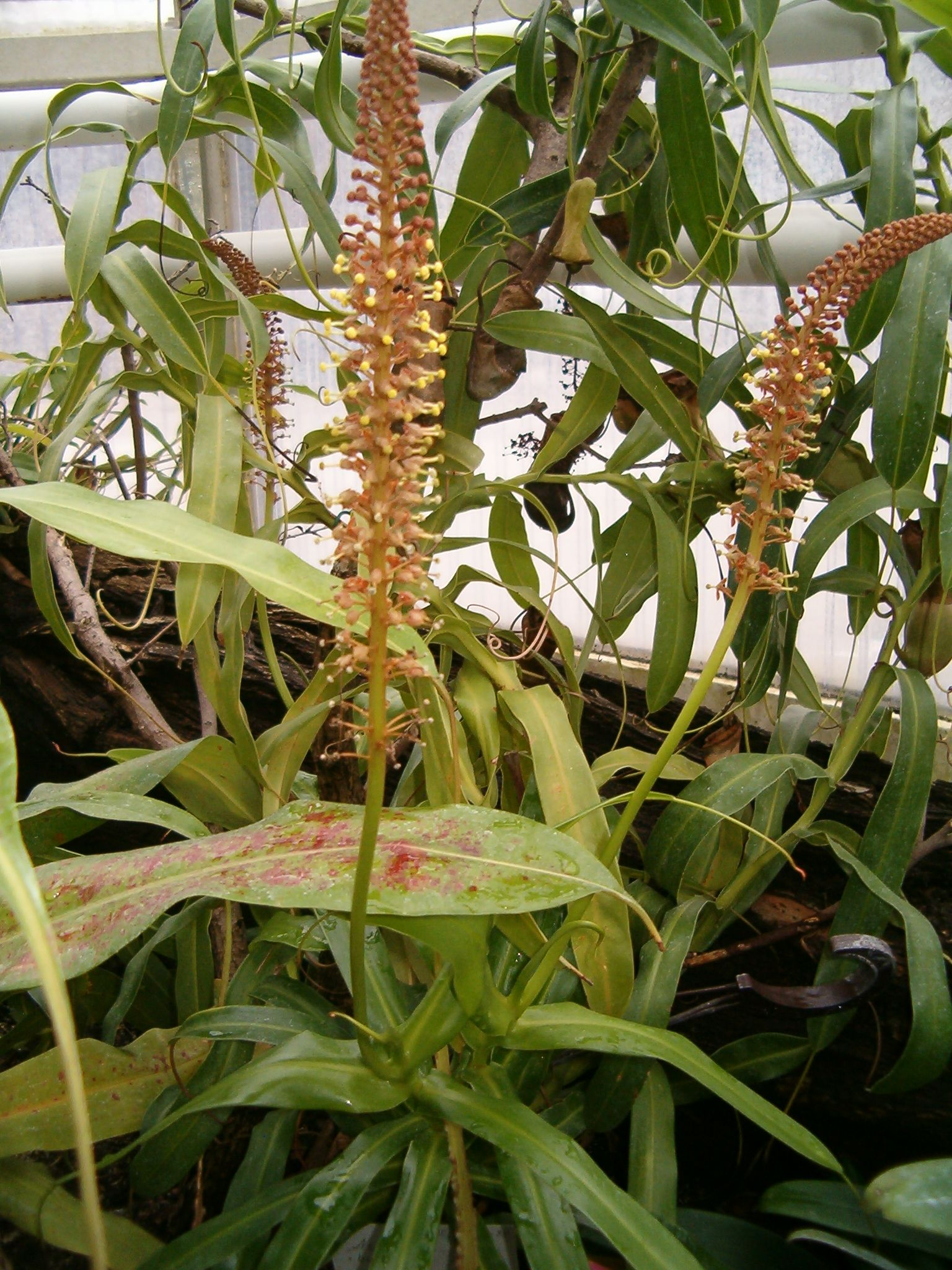
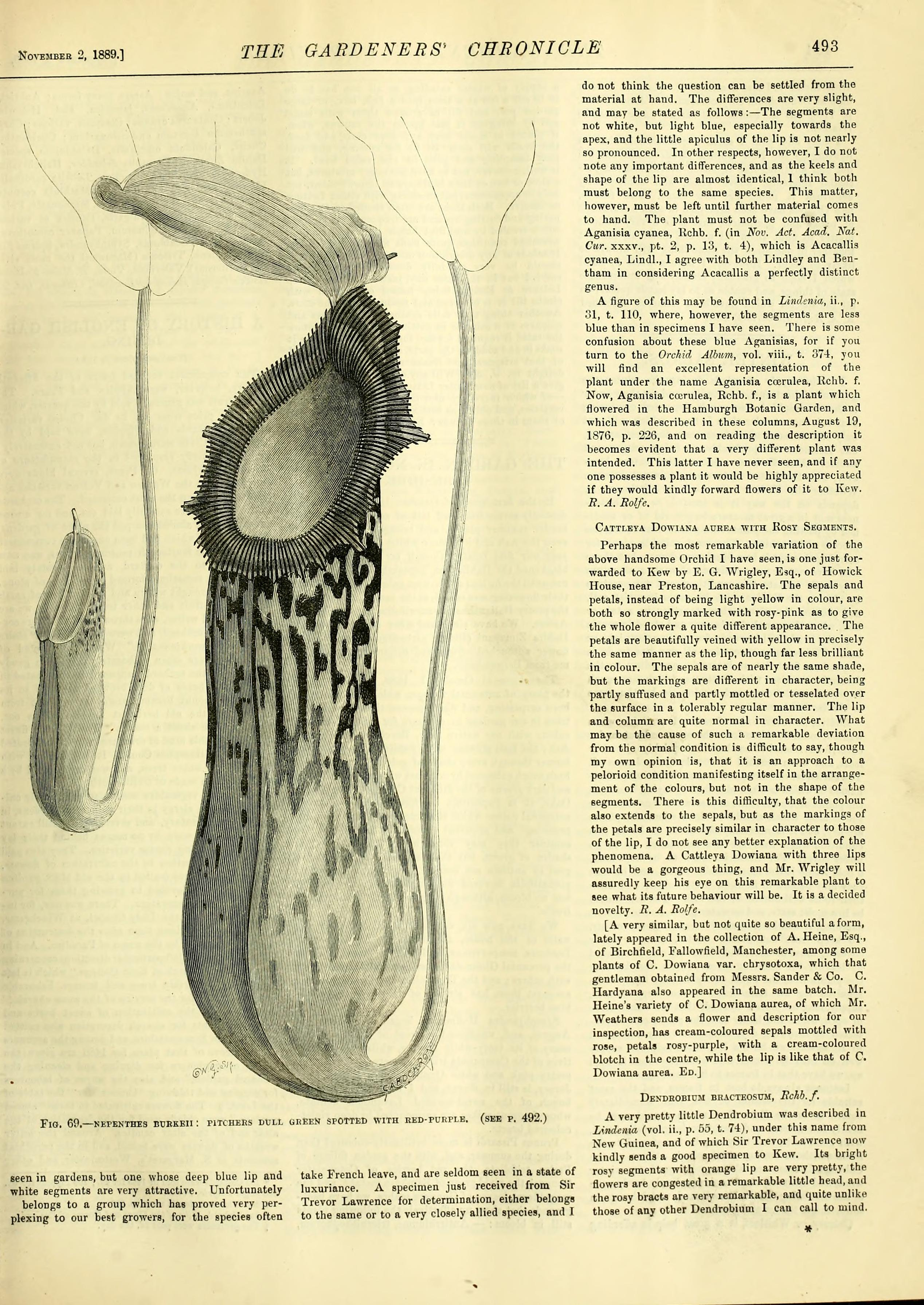
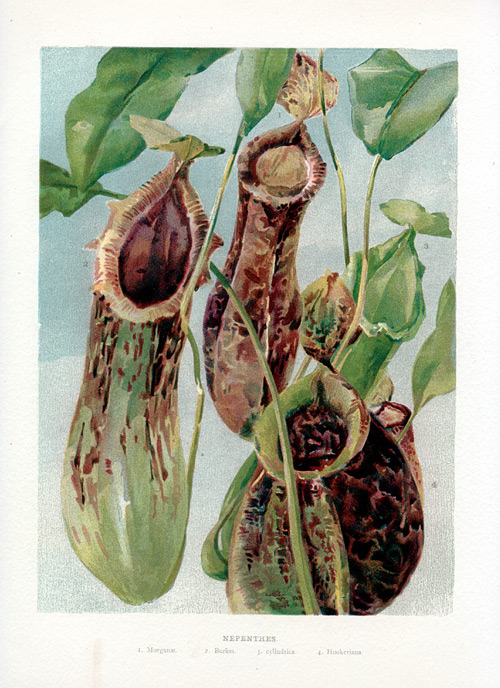